# カラスノゴマ属
カラスノゴマ属 Corchoropsis は、黄色い花を付ける一年生の草本である。日本ではカラスノゴマのみが知られる。

## 特徴
一年生の草本。茎や葉には星状毛がある。葉は互生し、葉柄がある単葉。線形の托葉があるが、早くに落ちる。花茎は葉腋から出て花を1個だけ生じる。花の基部には3枚の小さな苞葉がある。額は5枚で基部で癒合し、花弁も5枚で色は黄色。雄蕊は10-15本が並ぶが、その内の5本は仮雄蕊で、他より長く伸び、先端が曲がる。子房は3室でそれぞれに多数の胚珠を含む。子房は3室で、裂開する蒴果を生じる。子葉は浅く2裂する。

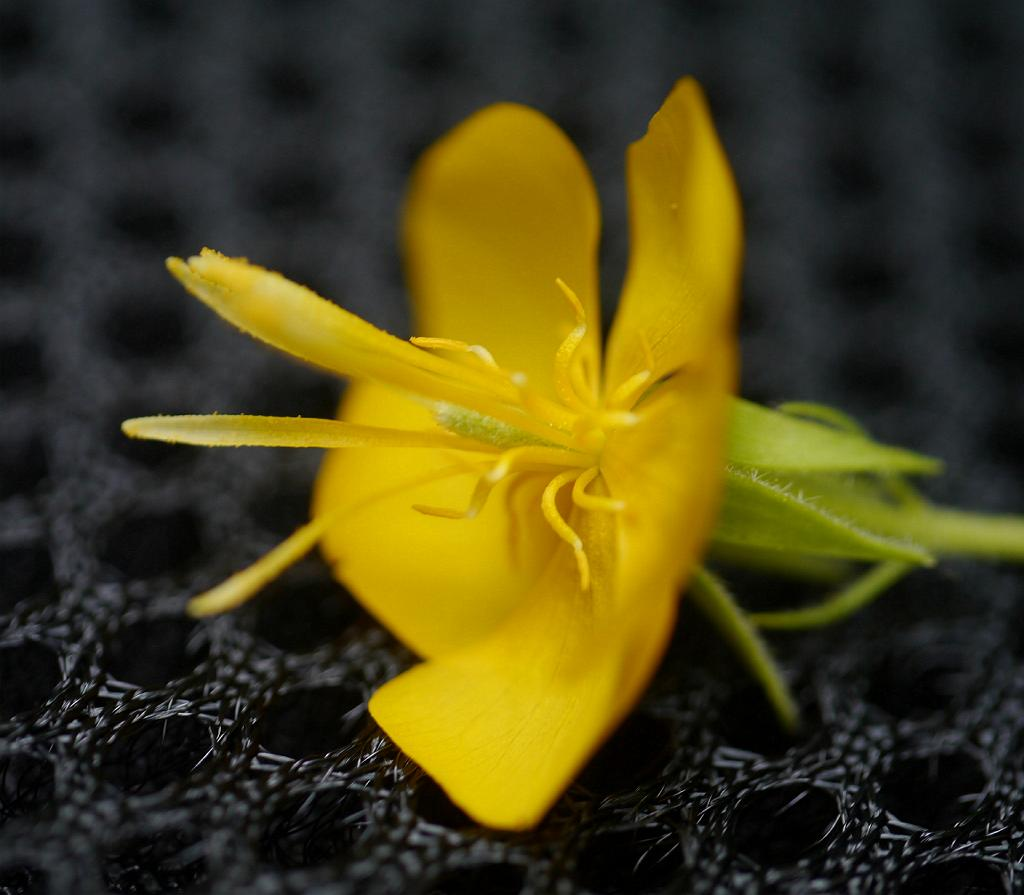
花の拡大 中心から長く伸びた黄色の仮雄蘂と、基部に短い雄蘂
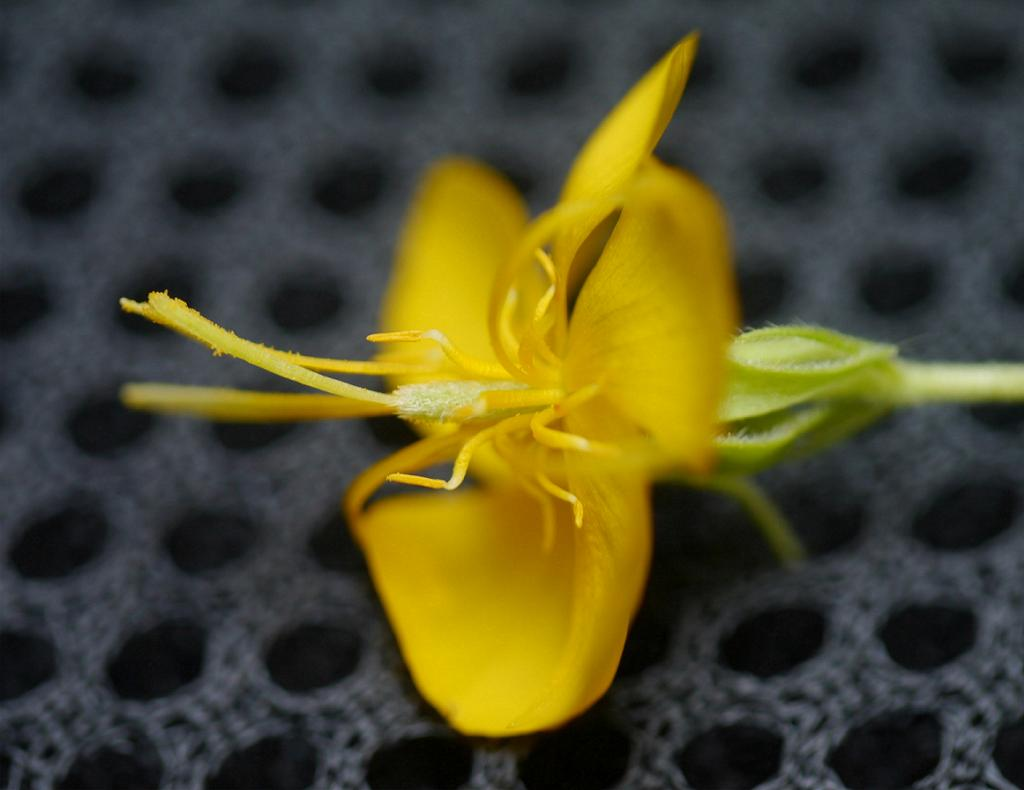
仮雄蘂をよけると雌蘂が見える

## 分布と種
東アジアの、中国、韓国、日本からのみ知られる。3種のみが知られ、それらはいくつかの変種を含んでいる。
日本からは以下の種だけが知られている。
- Corchoropsis　カラスノゴマ属
  - C. tomentosa　カラスノゴマ

## 分類上の位置
長らくシナノキ科 Tilaceae に所属させてきたが、その帰属については確定的でなく、アオギリ科 Sterculiaceae とされたこともある。またシナノキ科とアオギリ科の間に位置するとも言われた。この属が記載された時にはシナノキ科に位置づけられた。その後、20世紀初頭に本属のものの外形がツナソ属 Corchorus に近いことは認めるものの、花の構造についてはこの属よりもアオギリ科の Paradombeya属 (es) やゴジカ属 Pentapetes の方に共通点が多いことを指摘し、この科に移す説が提示された。さらに20世紀後半にはアオギリ科のドムベヤを含む族 Tribe Dombeyeae と近縁であるとの説が出された。この根拠としてあげられたのは形態学、解剖学から細胞学的構造にまで多岐にわたる。その後に、この属を含んでこの群全体がアオイ科に所属させられることになった。分子系統の情報もこれを支持している。それによると、本属はドムベヤを含む亜科 Dombeyoideae のクレードに完全に含まれる。この類を他のアオイ科の群から区別する特徴としては、花を集散花序か単生すること、萼のように見える苞葉を持つこと、平らに開く花弁、子葉が2裂する傾向、などが挙げられている。

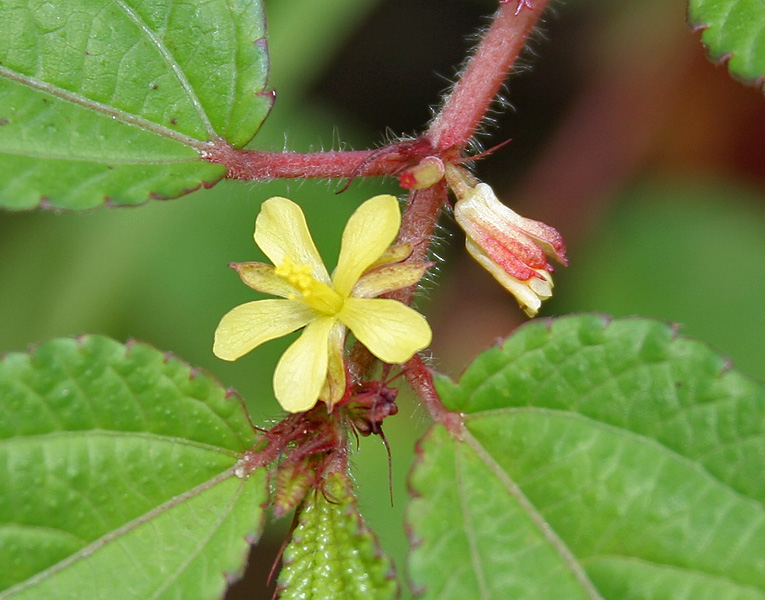
ツナソ属の花(シマツナソ) Corchorus aestuans
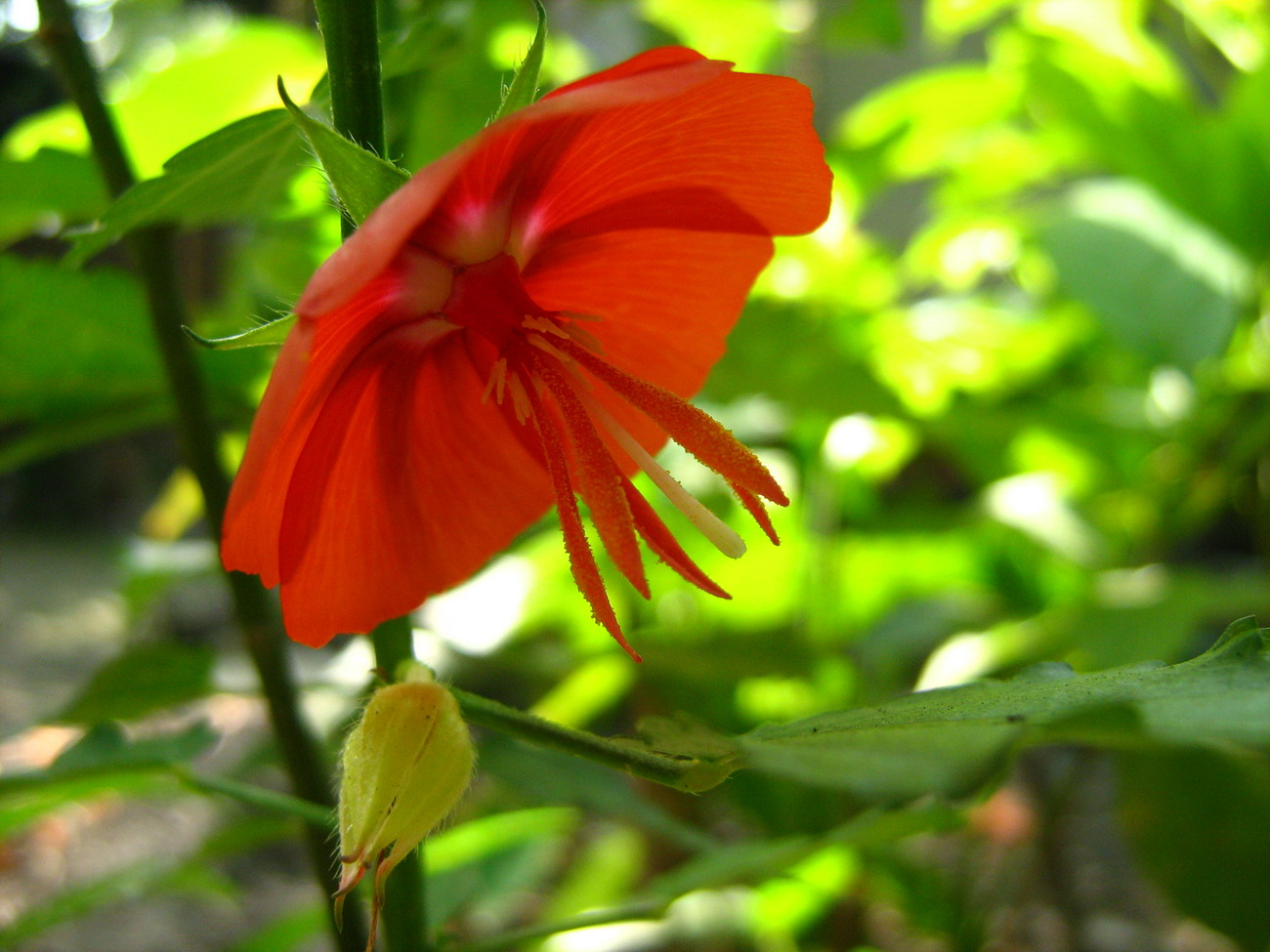
ゴジカ属の花 （ゴジカ）
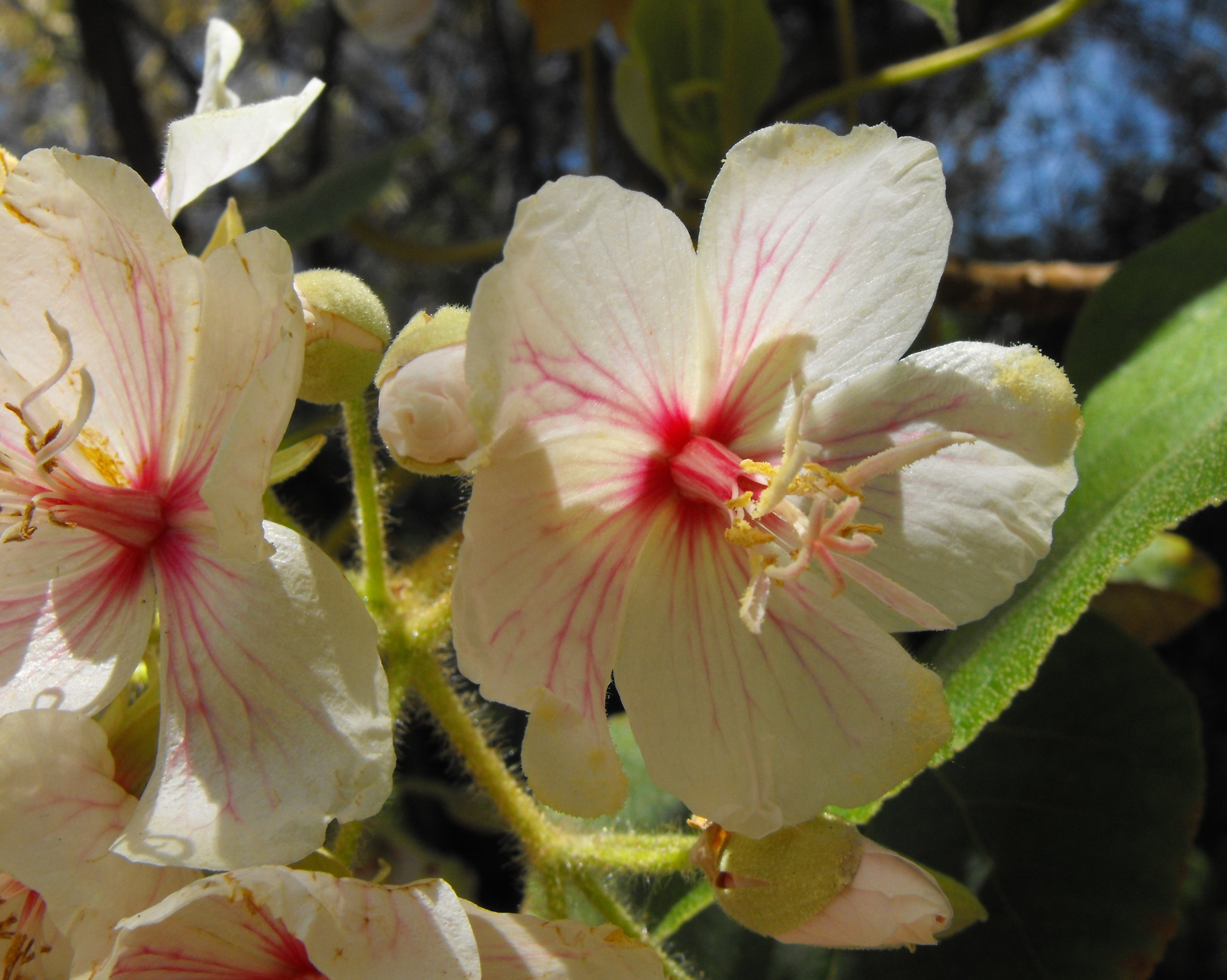
ドムベヤ（英語版）の1種、ドンベヤ・バージェシアエ（Dombeya burgessiae）
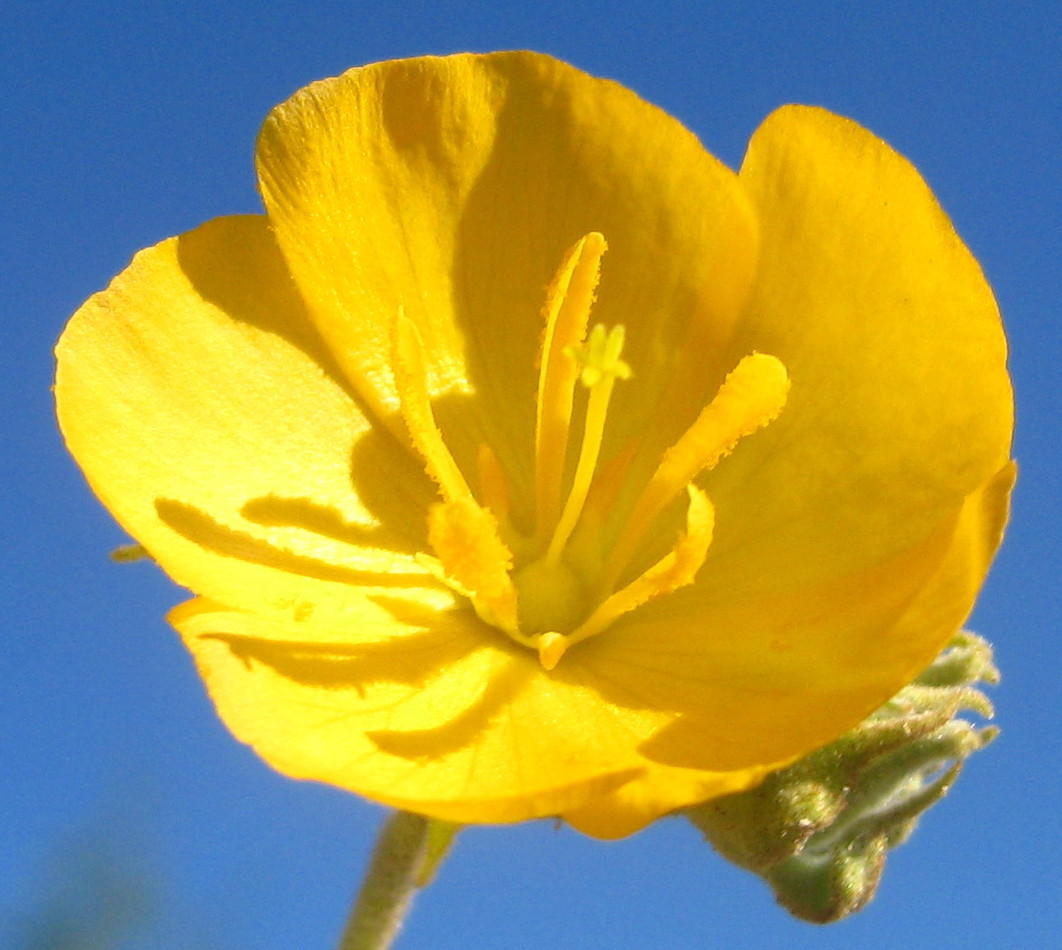
同じ亜科に含まれるMelhania sp.

## 利害
特にない。